# 627 (szám)
A 627 (római számmal: DCXXVII) egy természetes szám, szfenikus szám, a 3, a 11 és a 19 szorzata.

## A szám a matematikában
A tízes számrendszerbeli 627-es a kettes számrendszerben 1001110011, a nyolcas számrendszerben 1163, a tizenhatos számrendszerben 273 alakban írható fel.
A 627 páratlan szám, összetett szám, azon belül szfenikus szám, kanonikus alakban a 31 · 111 · 191 szorzattal, normálalakban a 6,27 · 102 szorzattal írható fel. Nyolc osztója van a természetes számok halmazán, ezek növekvő sorrendben: 1, 3, 11, 19, 33, 57, 209 és 627.
A 627 négyzete 393 129, köbe 246 491 883, négyzetgyöke 25,03997, köbgyöke 8,55899, reciproka 0,0015949. A 627 egység sugarú kör kerülete 3939,55719 egység, területe 1 235 051,178 területegység; a 627 egység sugarú gömb térfogata 1 032 502 785,1 térfogategység.